# Roberto Veloso
Roberto Carvalho Veloso (Teresina, 25 de novembro de 1963) é um magistrado brasileiro. Foi presidente da Associação dos Juízes Federais do Brasil (Ajufe).

## Biografia
Graduado em Direito pela Universidade Federal do Piauí, cursou e concluiu mestrado e doutorado em Direito pela Universidade Federal de Pernambuco. Foi membro da Academia Maranhense de Letras Jurídicas e a coordenação do Curso de Especialização em Direito Eleitoral da Universidade Federal do Maranhão (UFMA). Antes da magistratura federal, Roberto Veloso atuou como promotor de Justiça do Maranhão e juiz dos tribunais regionais eleitorais do Piauí e do Maranhão.
O juiz federal, como presidente da Ajufe,  pretendia se dedicar a ampliação da participação dos juízes federais na Justiça Eleitoral e a transparência dos processos administrativos do Conselho da Justiça Federal (CJF).

## Críticas
Veloso acredita que o sistema brasileiro, que diz ser garantista, é "perfeito", mas criou distorções. Ao dar ao réu todas as possibilidades de defesa antes da condenação, analisa, os pobres vão presos rapidamente e os ricos recorrem até a prescrição.
É um crítico ao Projeto de abuso de autoridade de autoria de Renan Calheiros. “O apoio demonstrado à magistratura e ao Ministério Público é a prova cabal do equívoco cometido pela Câmara do Deputados em aprovar medidas de retaliação aos encarregados de apurar e julgar os casos envolvendo corruptos. Emendas do tipo crimes de responsabilidade e crimes por ofensa às prerrogativas de advogados foram rechaçadas pelo povo brasileiro nos protestos”, declarou o presidente da instituição.